# Joseph Lazarus Morpurgo
Joseph Lazarus Morpurgo (* 1759 in Görz; † 11. August oder 12. August 1835 in Triest; italienisch Giuseppe Lazzaro Morpurgo) war ein österreichisch-italienischer Kaufmann, Literat und Versicherungsfachmann. 1831 initialisierte er in Triest die Gründung der Assicurazioni Generali.

## Leben
Morpurgos Familie stammt aus Marburg an der Drau in der Untersteiermark (heute Maribor, Slowenien), woher sich auch der Name ableitet. Josephs Vater Abraham betrieb in Görz eine Seidenspinnerei, seine Mutter verlor Joseph schon mit sechs Jahren. Die Jugend verbrachte er in Triest und bei Verwandten in Verona. Um 1780 nach Görz zurückgekehrt, arbeitete er beim Vater und beim Seefahrts-Bankier Leon Vivante, dessen Tochter er heiratete. Später als Kaufmann in Triest tätig, studierte er beim Advokaten Jakob Gabbiati das – in Hafenstädten insbesondere für die Schifffahrt wichtige – Versicherungsrecht.
Nach Gabbiatis Tod war er bei verschiedenen See- und Binnentransport-Versicherungsgesellschaften tätig und gründete 1801 eine See-Assuranz-Gesellschaft, die er 1809 wegen der Kriegsereignisse aufgeben musste. Die Genehmigung zum Aufbau einer Waisen- und Witwenversicherung wurde 1805 vom Gubernium abgelehnt. Später gelang es Morpurgo aber, in Triest die Feuer-, Hagel- und Lebensversicherung einzuführen und er wurde damit zum Wegbereiter für ganz Österreich-Ungarn.

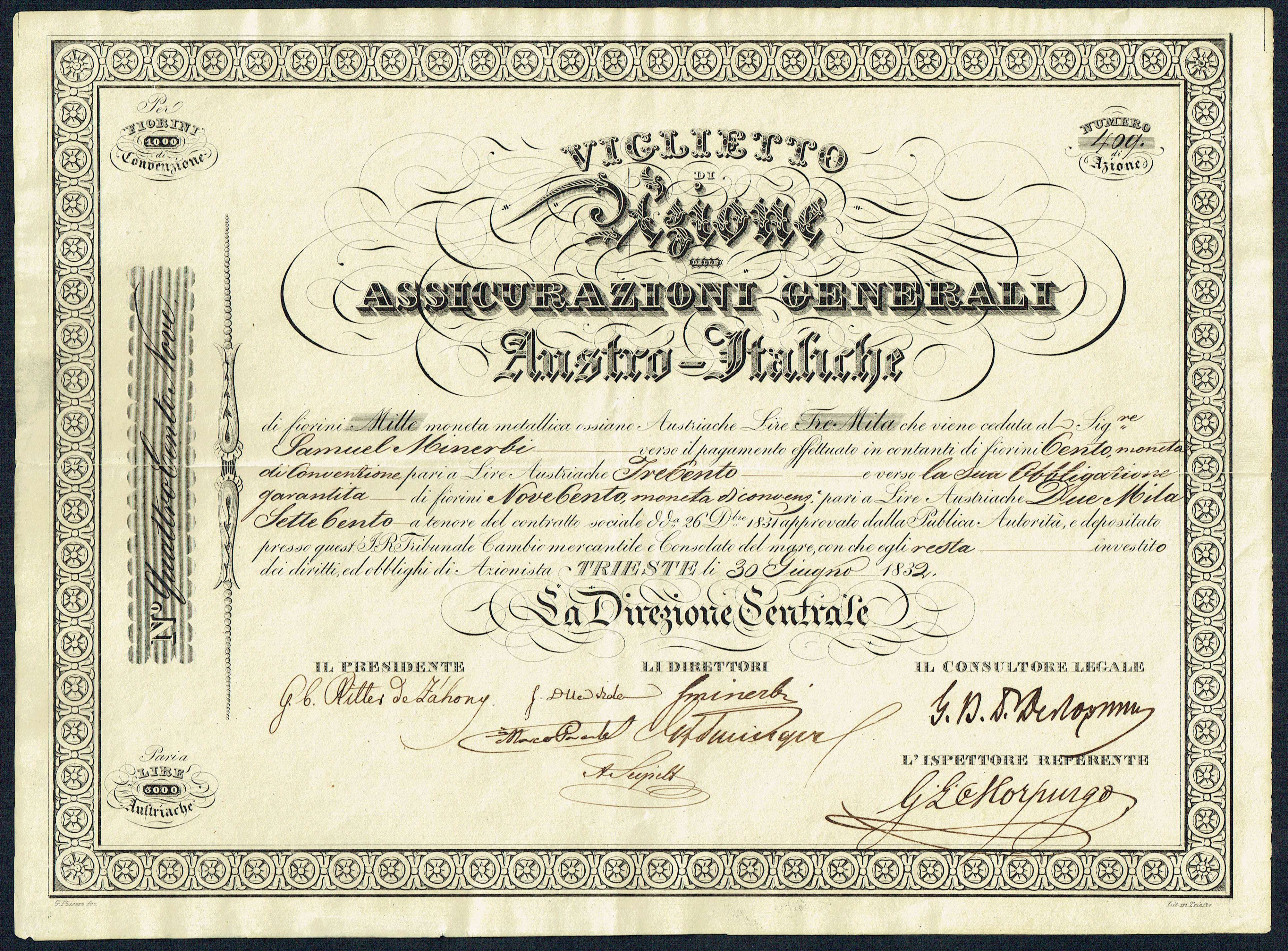
Gründeraktie der Assicurazioni Generali Austro-Italiche vom 30. Juni 1832, unterschrieben vom Unternehmensgründer Joseph Lazarus Morpurgo

Obwohl zunächst ein Verehrer Napoleons, rettete er als Administrator eines insolventen Bankhauses dessen Konkursmasse vor den Ansprüchen des neuen französischen Gouverneurs. Dafür wurde er 1816 von Kaiser Franz I. ausgezeichnet.
Als sich die Wirtschaft nach den napoleonischen Kriegen langsam wieder erholte, begünstigte dies das Versicherungswesen. Nach der Restauration konnte Morpurgo die See-Assuranz-Gesellschaft reaktivieren. Im November 1822 errichtete er die Kommanditgesellschaft Azienda Assicuratrice nach dem Vorbild englisch-französischer Feuerversicherungen, die aber auch andere Versicherungszweige betrieb und bald die kaiserliche Sanktion erhielt. 1832 gründete er mit dem Rechtsanwalt Giambatista Rosmini die Assicurazioni Generali Austro-Italiche, die bereits in den ersten Jahren eine Schadenssumme von einigen Millionen Gulden abwickeln konnte.
Im Jahr 1820 verfasste Morpurgo ein vielbeachtetes Sammelwerk über Assekuranzen aller Art und wurde in über 100 Prozessen in Seegeschäften zum Schiedsrichter ernannt.
Neben diesen Tätigkeiten wirkte er für die jüdische Gemeinde von Triest, deren Präses er mehrfach war. Für das Rabbinat konnte er Abraham Vita de Cologna nach Triest berufen und ließ ein Gebetbuch für den deutschen Ritus erarbeiten. Als Direktionsmitglied der städtischen Armenanstalt gelang es ihm, dass auch Juden von ihr unterstützt werden konnten.
Seit seinen Studien in Verona befasste er sich immer wieder mit hebräischer Poesie, schrieb verschiedene Oden, Sonette und Elegien und übersetzte englische Essays.

## Zitat

Osservazioni sulle assicurazioni marittime, 1830

Über die Gründung der Azienda Assicuratrice sagte Morpurgo, dazu habe ihn „die Erkenntnis des Gedeihens der englischen und französischen Feuerversicherungen, das stets auch mit dem öffentlichen Wohlstande verbunden ist,“ ermutigt. Die beantragte Kommanditgesellschaft zur Schadensversicherung sei „für die Interessenten wünschenswert und zugleich dem Staate nützlich...“